# Oligodon mcdougalli
Oligodon mcdougalli är en ormart som beskrevs av Wall 1905. Oligodon mcdougalli ingår i släktet Oligodon och familjen snokar. IUCN kategoriserar arten globalt som livskraftig. Inga underarter finns listade i Catalogue of Life.
Denna orm förekommer med flera från varandra skilda populationer i södra Myanmar vid havet. Arten lever i låglandet upp till 125 meter över havet. Individerna vistas i fuktiga skogar. Honor lägger ägg.
För beståndet är inga hot kända. Oligodon mcdougalli är sällsynt men lämpliga habitat finns i regionen. IUCN kategoriserar arten globalt som livskraftig.